# Esquixequir (província)
Esquixequir ou Esquiceir (em turco: Eskişehir) é uma província (iller) do centro-oeste da Turquia, situada na região (bölge) da Anatólia Central (em turco: İç Anadolu Bölgesi), com capital na cidade homónima. Tem 13 960 km² de área e em dezembro de 2021 tinha 898 369 habitantes (densidade: 64,4 hab./km²).